# Ljubešćica
Ljubešćica falu és község Horvátországban, Varasd megyében. Közigazgatásilag Kapela Kalnička, Ljubelj, Ljubelj Kalnički és Rakovec települések tartoznak hozzá.

## Fekvése
Varasdtól 16 km-re dél-délkeletre, a Kemléki-hegység északi lejtőjén, a Bednja jobb partján, az A4-es autópálya mellett fekszik.

## Története
Ljubešćica nevét a rajta átfolyó és a Bednjába itt ömlő Ljuba-patakról kapta. A falut körülvevő hegyekről, a Kis- és Nagy Kalnikról eredő tisztavízű, jóízű forrásokból eredő vizet a nép már ősidők óta "Ljuba voda"-nak, azaz kedves víznek nevezte. A helyiek a két világháború előtt a forrásoktól vízvezetéket építettek ki, hogy az a száraz időszakokban is biztosítsa a vizet, amikor a kutak már kiszázadtak.
A falunak már korábban volt egy Szent Antal-kápolnája, melynek kibővítésével 1777-re felépült az új Havas Boldogasszony-templom. Plébániáját 1789-ben alapították, ettől kezdve a templom is plébániatemplom rangjára emelkedett. Patacsich Eleonóra grófnő közbenjárására I. Ferenc császár 1818. március 27-én Ljubešćicának vásártartási jogot adott, mely évi nyolc vásár tartására szólt. Később ezt évi 15 vásár megtartására bővítették ki. Jelentőségüket mutatja, hogy ezeket a napokat a köznyelv csak "nagy ljubeščicai vásárokként" emlegette. A ljubešćicai uradalom úrnője volt az első kaj horvát nyelven író költőnő, a szépségéről messze földön híres Patacsich grófnő, született Keglevich Katalin. A falu 1920-ig  Varasd vármegye Novi Marofi járásához tartozott, majd a Szerb-Horvát Királyság része lett. A Patacsich család itteni kastélyát rögtön az első világháború után lerombolták.
Az iskola épülete 1861-ben épült fel. Ljubešćica lakói a múltban a szabadok közé tartoztak és nagy legelőkkel, valamint erdőbirtokokkal rendelkeztek, de a környező birtokos nemesekkel folytatott 19. századi pereskedések során jelentős területeket veszítettek. Ráadásul 1885-ben nagy tűzvész pusztított a településen, mely után 1100 ember maradt fedél nélkül. Ekkor az egész falut újra kellett építeni. A 19. század végén határában barnaszénbánya nyílott és sok falubeli lakosból szénbányász lett. A szénbányát 1934-ben ugyan bezárták, de a második világháború után újranyitották. Végül 1959-ben megszűnt a termelés, mivel a bányászat nem volt gazdaságos. Még ebben az évben azonban dolomit és bazaltbánya nyílott, így a bányászok nagy része itt folytatta a munkát, míg a lakosság másik része mezőgazdaságból és szőlőtermesztésből élt. 
2001-ben a falunak 1300,  a községnek 1959 lakosa volt.

## Nevezetességei
- A Havas Boldogasszony tiszteletére szentelt plébániatemploma egyhajós barokk épület félkörös apszissal. 1776–77-ben épült a varasdfürdő-novi marofi út mellett. 1795-ben bővítették, 1877-ben kifestették, de 1885-ben egy tűzvészben károkat szenvedett. A felújítást követően 1908-ban belsejét is teljesen újra festették. Freskóit 1966–67-ben megújították. Főoltára a Havas Boldogasszony, mellékoltárai a Szenvedő Krisztus és Remete Szent Antal tiszteletére vannak szentelve. 2000-ben a bejárat bal oldalán Boldog Alojzije Stepinacnak állítottak szobrot.
- A plébánia emeletes épülete a templommal szemben található, valószínűleg a 19. század első felében épült. Az emeletet később építették rá.
- A Šoštarić-ház nagyméretű földszintes épület a templom közelében a főút mellett. A barokk kőportál felett az 1851-es évszám látható bevésve. Az 1990-es években kívülről megújították és átalakították.
- A régi iskola épülete a 19. század közepén épült, iskolaként a 20. század közepéig működött. Az idők folyamán külsejét teljesen lecsupaszították és átalakították. Ma a közösségi házként üzemel.
- 2003-ban a Honvédő háború helyi hőseinek emlékművet állítottak.

## Külső hivatkozások
- A község hivatalos oldala
- Az alapiskola honlapja
- Varasd megye kulturális emlékei[halott link]